# Тоненчук Олександр Сергійович
Олекса́ндр Сергі́йович Тоненчу́к — полковник Збройних сил України, учасник російсько-української війни. Повний лицар ордену Богдана Хмельницького та кавалер ордену «За мужність».

## З життєпису
Випускник Обласного ліцею з посиленою військово-фізичною підготовкою в місті Острог 2010-го року . Випускник Одеської військової академії .
Має бойовий досвід з 2014 року .
Служив заступником командира батальйону в 36 ОБрМП . 
Повномасштабне вторгнення зустрів навчаючись у Військово-морській академії США. Достроково повернувся в Україні і одразу очолив Іноземний легіон .
Учасник боїв за оборону Маріуполя. Звільняв Херсонщину, зокрема під його командуванням було звільнено 12 населених пунктів в Дніпропетровській та Херсонській області . В цей час був командиром 96-го батальйону, 60 ОПБР 
Брав участь в обороні Бахмуту, в операції на Лівому березі, був зі своїм підрозділом у Кринках в складі 37 ОБрМП . Служив на посаді начальника штабу 37-ї окремої бригади морської піхоти . 
Наприкінці серпня 2024 у званні полковника став командиром 126-ї бригади територіальної оборони.

## Нагороди та відзнаки
Повний лицар ордену Богдана Хмельницького та кавалер ордену «За мужність».